# الاکای
الاکای (به لاتین: Allakaye) یک منطقهٔ مسکونی در نیجر است که در Tahoua واقع شده‌است.